# Gareth Roberts (rugby à XV)
Pour les articles homonymes, voir Gareth Roberts et Roberts.
Pas d'image ? Cliquez ici

a Compétitions nationales et continentales officielles uniquement.

b Matchs officiels uniquement.
Dernière mise à jour le 13 novembre 2012.
Gareth John Roberts, né le 15 janvier 1959 à Pontlliw au pays de Galles, est un joueur de rugby à XV, qui a joué avec l'équipe du pays de Galles au poste de troisième ligne centre.

## Biographie
Gareth Roberts dispute son premier test match le 30 mars 1985 contre l'équipe de France, et son dernier test match le 18 juin 1987 contre l'équipe d'Australie. Il participe à la Coupe du monde 1987 (cinq matchs). Il joue avec le Swansea RFC de 1977 à 1984 puis le Cardiff RFC de 1984 à 1993. Il connaît également 3 sélections avec les Barbarians de 1986 à 1989.

## Palmarès
- 3e de la Coupe du monde en 1987

## Statistiques en équipe nationale
- sélections en équipe nationale : 7
- 3 points (1 essai)
- Sélections par année : 2 en 1985, 5 en 1987
- Tournois des Cinq Nations disputés : 1985